# Novo cangaço
Neocangaço ou novo cangaço é um tipo de crime frequente no Brasil desde o final dos anos 1990, no qual uma quadrilha toma o controle de uma pequena cidade para roubar.

## História
O termo neocangaço deriva das semelhanças com o cangaço tradicional praticado no início do século XX por Lampião e seu bando de cangaceiros, que ganhavam a vida praticando saques semelhantes. Na raiz desse movimento estava também um elemento de revolta contra o coronelismo, o descaso do poder público e as injustiças sociais no Nordeste. Tais criminosos, embora tenham deixado um rastro de morte e terror em várias cidades, eram vistos por parte da população como heróis.
O neocangaço surgiu a partir do final dos anos 1990, quando grupos de criminosos começaram a invadir cidades do sertão nordestino, carentes de efetivo policial, com o objetivo de saquear bancos e carros-fortes. As ações, bastante violentas, terminavam em tiroteios e mortes de policiais e civis inocentes.
O principal líder desse movimento foi José Valdetário Benevides, popularmente conhecido como Valdetário Carneiro, que comandou dezenas de ações cinematográficas pelo Rio Grande do Norte, vindo a morrer em 2003 durante um confronto com a polícia. Numa das ações, em Macau, três bancos foram assaltados.
Segundo Thadeu Brandão, coordenador do Observatório da Violência do Rio Grande do Norte (Obvio) e professor de sociologia da Universidade Federal Rural do Semi-Árido, o neocangaço estava sobretudo ligado a um ciclo de vinganças, conflitos familiares e de justiçamento em relação à atuação da polícia, tendo Valdetário inclusive chegado a distribuir dinheiro a algumas pessoas.
De acordo com Brandão, existem semelhanças entre essas ações criminosas e os assaltos a cidades do Sudeste em anos recentes, embora essas semelhanças incidam mais mais sobre os procedimentos que sobre o perfil dos criminosos. Apesar de o modus operandi dos roubos recentes ser parecido, o tipo de criminoso e o objetivo do assalto são muito diferentes dos dos tempos de Valdetário. Segundo o professor, os criminosos envolvidos nos assaltos recentes pensam principalmente no dinheiro, roubando para enriquecer e andar em carros de luxo, enquanto no neocangaço, que esteve na sua origem, havia supostamente uma espécie de busca da honra por meio dos crimes.
A Associação Mato-Grossense para o Fomento e Desenvolvimento da Segurança foi criada para estudar ações criminosas cometidas por grupos fortemente armados que aterrorizam municípios do interior, com assaltos a agências bancárias e instituições financeiras, na tipologia conhecida como neocangaço.

### Cronologia
- Julho de 2020 – três agências foram atacadas em Botucatu, no interior de São Paulo, sendo feridos dois policiais militares, e morto um suspeito.[2]

- Dezembro de 2020 – duas agências foram atacadas em Araraquara, no interior paulista, sendo incendiados dois veículos; cerca de 40 homens fortemente armados atacaram uma agência bancária em Criciúma, no interior de Santa Catarina, com troca de tiros e ferimento de um policial.[2]

- Abril de 2021 – um ataque ao estilo neocangaço ocorreu em Mococa, no interior de São Paulo.[2]

- Agosto de 2021 – Assalto de Araçatuba a três agências bancárias, causando três mortes e cinco feridos, envolvendo tiroteios, uso de explosivos, drones, carros adaptados ao tiroteio e incendiamento de viaturas.[2] O número de explosivos encontrados após esse ataque foi o maior da história do país.[4]
- 31 de outubro de 2021 – A Polícia Militar e a Polícia Rodoviária Federal matam 26 pessoas em Varginha acusadas de tentarem sequestrar a cidade para roubar o Banco do Brasil.[5]

- Abril de 2022 – Mais de 30 pessoas fortemente armadas tentaram assaltar uma empresa de transporte de valores, em Guarapuava, na região central do Paraná.[6][7][8]
- 08 de Abril de 2025 - às 2h da madrugada na cidade de Guaxupé, Sul de Minas Gerais. O grupo utilizou bombas para assaltar uma agência da Caixa Econômica Federal e realizou disparos de armamento pesado por cerca de 40 minutos em pontos estratégicos da cidade para evitar a intervenção da polícia. O quartel da PM e base da Guarda Municipal também foram atingidos e uma pessoa sofreu ferimentos leves por estilhaços de vidro.[9]

## Características
Segundo Guaracy Mingardi, analista criminal e membro do Fórum Brasileiro de Segurança Pública, o neocangaço começou no Nordeste com os criminosos atacando cidades pequenas, distantes de tudo, em regiões com mineradoras. Por via de regra, os bandidos atacavam a cidade, prendiam a polícia e iam embora. Quando começaram a atacar transportadoras de valores no Sudeste e no Paraguai, ao fim de algum tempo a relação custo-benefício desses assaltos deixou de compensar, uma vez que as empresas aumentaram a segurança. Uma das características dos alvos do neocangaço é, desse modo, a reduzida dimensão do efetivo e a estrutura policial da cidade e região onde será feito o ataque. Esse tipo de roubo dificilmente ocorre em grandes metrópoles, como São Paulo e Rio de Janeiro, uma vez que as grandes cidades dispõem de batalhões de Forças Especiais, preparados para atuar nesse tipo de situações, como as Rondas Ostensivas Tobias Aguiar (Rota), em São Paulo, assim como o Batalhão de Operações Policiais Especiais (Bope), no Rio de Janeiro.
Outra característica procurada pelos assaltantes nos potenciais locais de assalto é o armazenamento de grandes quantidades de dinheiro, como transportadoras de valores ou agências estratégicas, como a atacada em Araraquara, que servia de tesouraria para toda a região.
De acordo com Mingardi, um outro ponto tido em linha de conta pelas quadrilhas na definição dos alvos dos ataques são as estratégias de fuga, escolhendo geralmente cidades de porte médio, com três ou quatro grandes rodovias, que são usadas como rotas de fuga. O ataque inicia-se com 30 ou 40 pessoas fortemente armadas, que fecham alguns acessos com veículos incendiados, de modo que quando um efetivo policial razoável consegue chegar ao local e intervir, os criminosos já encerraram a ação e fugiram por algumas dessas vias. No roubo de Araçatuba, os criminosos abandonaram os carros blindados usados no crime em uma área rural da cidade, continuando a fuga em outros veículos.
Segundo Mingardi, tais crimes não seriam realizados por facções como o Primeiro Comando da Capital (PCC), mas por alguns membros ("irmãos") ou pessoas ligadas a eles ("primos"). O armamento pesado é geralmente alugado ou emprestado pelo PCC, em troca de uma parte do lucro do assalto
Os crimes cometidos pelo neocangaço deixam, em geral, um rastro de destruição nas cidades onde ocorrem. Além das mortes e traumas psicológicos causados pelo terror vivenciado pelos moradores, a estrutura e serviços da cidade são também afetados. Por exemplo, após o crime em Araçatuba, as aulas e o transporte público da cidade foram suspensos, tendo a polícia orientou a população do município para que permanecesse em casa até que os locais onde ocorreram os crimes fossem periciados, e que os 40 explosivos deixados pelos bandidos fossem detonados ou desativados.

## Prevenção
Segundo Mingardi, a atuação dos criminosos é possibilitada pela ausência de uma investigação aprofundada, que consiga identificar e prender os elementos que planejam e são especialistas nesses ataques. Cada quadrilha tem pelo menos quatro pessoas que já participaram de outros assaltos do mesmo género. Embora alguns tenham aprendido a fazer esses assaltos durante o período em que ficaram presos, a experiência prática é essencial. A identificação, o rastreamento e a prisão dos principais especialistas de cada quadrilha inviabiliza novas ações, uma vez que encarece o assalto e diminui as chances de sucesso. A monitorização dos poucos especialistas em explosivos existentes poderia bastar para sufocar esse tipo de assalto.